# Catan Histories – Settlers of America: Trails to Rails
Settlers of America: Trails to Rails ist eine im Juni 2010 erschienene historische Adaption des Catan Spiels von Klaus Teuber. Es erschien nur in englischer Sprache bei Mayfair Games. In Deutschland ist es im Catan-Shop erhältlich, die deutsche Anleitung dazu kann von der Catan-Webseite heruntergeladen werden (s. Weblinks). Das Spiel ist für 3 bis 4 Spieler ausgelegt.

## Beschreibung
Die Spieler schlüpfen in die Rolle von Siedlern und Eisenbahnpionieren der USA des 19. Jahrhunderts. Während die Rohstoffquellen im Osten der USA nach und nach versiegen gilt es neue Rohstoffquellen in den Weiten der Prärie und im wilden Westen zu erschließen. Dabei machen sich die Siedler, die zunächst mit Planwagen den Weg nach Westen suchen, die neuen Transportmöglichkeiten der Eisenbahn zunutze.
Jeder Spieler beginnt zunächst mit 3 Städten, 1 Gleis und 1 Eisenbahn im östlichen Teil der USA und erschließt von dort den mittleren und wilden Westen, indem er Planwagen baut und mit diesen auf den Wegen gen Westen zieht, um neue Städte zu gründen. Dabei erhalten die Spieler für den Bau von Küstenstädten Gold. Parallel dazu bauen die Spieler ein Eisenbahnnetz auf, wobei sie für neu angeschlossene Städte Gold erhalten und transportieren mit ihren Eisenbahnen Waren zu den Städten der Mitspieler. Gewinner des Spiels ist der Spieler, der als erster 8 (mit 4 Spielern) bzw. 10 Waren (mit 3 Spielern) zu den Städten der anderen Spieler liefert. Es können aber nur Waren transportiert werden die durch den Bau eigener Städte ins Spiel kommen. Zudem bringen neue Städte, insbesondere im Westen mehr Rohstoffe, da gleichzeitig die Erträge im Osten abnehmen. Wie bei den anderen Catanspielen kann mit der Bank oder den Mitspielern gehandelt werden, wobei der allgemeine Bankkurs auf 3:1 herabgesetzt wurde und zudem pro Zug zweimal 2 Gold in einen Rohstoff getauscht werden können. Da es insbesondere gegen Ende des Spiels sehr viele Rohstoffe gibt, kann in diesem Spiel die ansonsten nur bei 5 und 6 Spielern übliche Außerordentliche Bauphase genutzt werden.

## Inhalt
- Spielmaterial aus Holz:
  - 120 Eisenbahnschienen (in 4 Farben)
  - 48 Städte (in 4 Farben)
  - 8 Lokomotiven (in 4 Farben)
  - 8 Siedler Planwagen (in 4 Farben)
  - 40 Warensteine (in 4 Farben)
  - 1 Outlaw
  - 2 Würfel
- Spielmaterial aus Pappe:
  - 1 Spielplan
  - 44 Gold Münzen (34× Wert 1 und 10× Wert 5)
  - 4 Baukkostenkarten
  - 12 Zahlenchips
- Spielkarten:
  - 95 Rohstoffkarten, je 19× Erz, Getreide, Holz, Kohle und Rind
  - 24 Entwicklungskarten
- 1 Regelheft

## Übersetzungen
- Italienisch: CATAN HISTORIES: I COLONI D'AMERICA (bei Giochi Uniti)
- Niederländisch: De Kolonisten van Amerika (bei 999 Games)
- Spanisch: Los Colonos de América (bei Devir)

## Auszeichnungen
- 2011: Origins Awards in der Kategorie "Best Historical Board Game"

## Spielkritiken
- Spielbox Ausgabe 6/10: „Catan entdeckt die Eisenbahn“